# Bristoweia diamantinae
Bristoweia diamantinae is een hooiwagen uit de familie Gonyleptidae. De wetenschappelijke naam van Bristoweia diamantinae gaat terug op Mello-Leitão.